# اگروکیپیا
اگروکیپیا (به لاتین: Agrokipia) یک منطقهٔ مسکونی در قبرس است که در ناحیه نیکوزیا واقع شده‌است.

## خصوصیات
اگروکیپیا ۴۳۱ نفر جمعیت دارد.